# Мезьер-ле-Мес
Мезье́р-ле-Мес (фр. Maizières-lès-Metz, лотарингск. Welschmaacher) — коммуна и город на северо-востоке Франции, регион Гранд-Эст (бывший Эльзас — Шампань — Арденны — Лотарингия), департамент Мозель, округ Мец, административный центр вновь созданного кантона Сийон-Мозеллан. До марта 2015 года коммуна являлась административным центром одноимённого упразднённого кантона Мезьер-ле-Мес (округ Мец-Кампань).

## Географическое положение
Коммуна Мезьер-ле-Мес находится на крайнем северо-востоке Франции, в департаменте Мозель региона Лотарингия, севернее города Мец. Близ города расположен парк развлечений Валигатор.

## История
Впервые письменно упоминается в 977 году под названием Maidera, в 1218 году — как Masieres. В 1558 году город Мезьер занимается французской армией, с 1648 года он окончательно утверждается за Францией. В 1870—1918 и в 1940—1944 годах город входил в состав Германии. В 1915—1918 был переименован немцами в Macheren, в 1940—1944 — в Machern bei Metz. В 1944 году в результате бомбёжек и боёв город был частично разрушен.
Мезьер-ле-Мес является родиной для лотарингско-прусского дворянского рода де Мезьер (de Maizière), члены которого в XVII столетии, во время преследований гугенотов во Франции, переселились в Пруссию. Среди прочих, к этому роду принадлежат последний премьер-министр ГДР Лотар де Мезьер, германский политик Томас де Мезьер, генерал Ульрих де Мезьер.

## Города-партнёры
- Буковско (Польша)
- Монтастрюк-ла-Консейер (Франция)